# Regering-Frieden-Bettel
De regering-Frieden-Bettel is sinds 17 november 2023 de huidige regering van het Groothertogdom Luxemburg. Het is een coalitie bestaande uit de christendemocratische CSV (Christelijk-Sociale Volkspartij) en de liberale DP (Democratische Partij). Deze regering trad aan na de parlementsverkiezingen van 2023 en volgde de regering-Bettel-Schneider II op, die tussen 2018 en 2023 aan de macht was.
De regering wordt aangevoerd door premier Luc Frieden (CSV). Zijn voorganger Xavier Bettel (DP) werd aangesteld als vicepremier en minister van Buitenlandse Zaken.

## Samenstelling[1]
| Naam | Naam              | Partij | Ambt |
| ---- | ----------------- | ------ | --- |
|      | Luc Frieden       | CSV    | Premier Minister van staat                                                                                               |
|      | Xavier Bettel     | DP     | Vicepremier Minister van Buitenlandse Zaken Minister van de Grote Regio                                                  |
|      | Martine Hansen    | CSV    | Minister van Landbouw, Voedsel en Wijnbouw                                                                               |
|      | Claude Meisch     | DP     | Minister van Huisvesting en Ruimtelijke Ordening Minister van Nationaal Onderwijs, Kinderen en Jeugd                     |
|      | Lex Delles        | DP     | Minister van Economische Zaken, Midden- en kleinbedrijf, Energie en Toerisme                                             |
|      | Yuriko Backes     | DP     | Minister van Defensie Minister van Verkeer en Openbare Werken Minister van Gendergelijkheid en Diversiteit               |
|      | Max Hahn          | DP     | Minister van Familie en Sociale Zaken                                                                                    |
|      | Gilles Roth       | CSV    | Minister van Financiën                                                                                                   |
|      | Martine Deprez    | CSV    | Minister van Volksgezondheid en Sociale Zekerheid                                                                        |
|      | Léon Gloden       | CSV    | Minister van Binnenlandse Zaken                                                                                          |
|      | Stéphanie Obertin | DP     | Minister van Hoger Onderwijs en Onderzoek Minister van Digitalisering                                                    |
|      | Georges Mischo    | CSV    | Minister van Werkgelegenheid Minister van Sport                                                                          |
|      | Serge Wilmes      | CSV    | Minister van Openbare Diensten Minister van Milieu, Klimaat en Biodiversiteit                                            |
|      | Elisabeth Margue  | CSV    | Minister van Justitie Gedelegeerd minister van Communicatie en Media Gedelegeerd minister van Parlementaire Betrekkingen |
|      | Eric Thill        | DP     | Minister van Cultuur Gedelegeerd minister van Toerisme                                                                   |